# Jamaica nos Jogos Olímpicos de Inverno de 2002
A Jamaica participou dos Jogos Olímpicos de Inverno de 2002 em Salt Lake City, nos Estados Unidos. O país estreou nos Jogos em 1988 e em Salt Lake City fez sua 5ª apresentação, sem conquistar nenhuma medalha.